# Prix Halmos-Ford
Pour les articles homonymes, voir Halmos et Ford (homonymie).
Le prix Paul R. Halmos - Lester R. Ford  (qui s'appelait auparavant prix Lester R. Ford) est un prix mathématique de 1 000 $ remis chaque année par la Mathematical Association of America à des auteurs d'articles publiés dans The American Mathematical Monthly ou Mathematics Magazine, dont la clarté de l'exposé est excellente.

## Historique
Le prix est créé en 1964 sous le nom de « prix Lester R. Ford » pour honorer les contributions du mathématicien et ancien président de la MAA Lester Randolph Ford. En 2012, le prix est rebaptisé Prix Paul R. Halmos - Lester R. Ford pour honorer les contributions de l'ancien rédacteur en chef de The American Mathematical Monthly Paul Halmos et le soutien de la famille de Halmos pour la remise des prix. Halmos lui-même a reçu le prix en 1971 et 1977.

## Lauréats
- 2022 : William Dunham ; Jan E. Holly ; Dominic Klyve et Erik R. Tou ; David Lowry-Duda et Miles H. Wheeler.
- 2021 : John Horton Conway, M. S. Paterson et Moscow ; Brian S. Thomson ; Zhaodong Cai, Matthew Faust, A. J. Hildebrand, Junxian Li et Yuan Zhang ; Ben Blum-Smith et Japheth Wood.
- 2020 : Daniel Ullman et Daniel Velleman ; Colin Adams (en), Allison Henrich, Kate Kearney et Nicholas Scoville ; John B. Little ; Balázs Gerencsér et Viktor Harangi.
- 2019 : Adrian Rice ; Jonathan Borwein & Robert M. Corless ; Andrew Granville ; Kenneth S. Williams
- 2018 : Michael Barnsley & Andrew Vince ; Paul E. Becker, Martin Derka, Sheridan Houghten & Jennifer Ulrich ; Maria Deijfen, Alexander E. Holroyd & James B. Martin ; Francis Su
- 2017 : Harold P. Boas ; Adrien Kassel & David B. Wilson ; Deborah Kent & David Muraki ; Lawrence Zalcman
- 2016 : Alex Chin, Gary Gordon, Kellie MacPhee & Charles Vincent ; Kenneth S. Williams ; Manya Raman-Sundström ; Zhiqin Lu & Julie Rowlett
- 2015 : Mario Ponce & Patricio Santibanez ; Daniel Velleman ; Allison Henrich & Louis Kauffman ; Erwan Brugallé & Kristin Shaw
- 2014 : Will Traves ; Tadashi Tokieda ; Jacques Lévy Véhel & Franklin Mendivil ; Susan H. Marshall & Alexander R. Perlis
- 2013 : Robert T. Jantzen & Klaus Volpert ; Dimitris Koukoulopoulos & Johann Thiel ; Lionel Levine & Katherine E. Stange ; Dan Kalman & Mark McKinzie
- 2012 : David A. Cox ; Ravi Vakil ; Peter Sarnak ; Graham Everest & Thomas Ward (en)
- 2011 : Aaron Abrams & Skip Garibaldi ; Marvin Greenberg ; Alexander Borisov, Mark Dickinson & Stuart Hastings ; James T. Smith ; Mark Conger & Jason Howald
- 2010 : Tom M. Apostol & Mamikon Mnatsakanian ; Judith Grabiner ; Jerzy Kocik & Andrzej Solecki ; Bob Palais, Richard Palais & Stephen Rodi ; Mike Paterson & Uri Zwick
- 2009 : Michel Balinski ; Andrew Bashelor, Amy Ksir & Will Traves ; Andrew Granville ; Dan Kalman
- 2008 : Tom M. Apostol & Mamikon Mnatsakanian ; David Auckly ; Andrew Cohen & Tanya Leise ; Thomas Hales ; Katherine Socha
- 2007 : Andrew Granville & Greg Martin ; Jeffrey Lagarias ; Lluís Bibiloni, Jaume Paradís & Pelegrí Viader ; Harold P. Boas[2] ; Michael J. Mossinghoff
- 2006 : Ibetsam Bajunaid, Joel M. Cohen, Flavia Colonna & David Singman ; William Dunham ; Edward Burger (en) ; Karl Dilcher & Kenneth B. Stolarsky ; Viktor Blåsjö
- 2005 : Tom Apostol & Mamikon Mnatsakanian ; Henry Cohn ; Alan Edelman & Gilbert Strang ; Steven Finch & John Wetzel ; Judith Grabiner
- 2004 : Noam Elkies ; Charles Livingston ; R. Michael Range ; Rüdiger Thiele (de)
- 2003 : Leonard Gillman (en) ; Warren P. Johnson ; Sam Northshield ; Eleanor Robson ; Sergio B. Volchan
- 2002 : Peter Borwein & Loki Jorgenson ; Dirk Huylebrouck ; Greg Martin ; David Lindsay Roberts
- 2001 : Keith Kendig ; Ed Scheinerman
- 2000 : P. J. McKenna ; William Terrell ; Vilmos Totik
- 1999 : Yoav Benjamini ; Jerry Kazdan ; Bernd Sturmfels
- 1998 : S. C. Coutinho ; Judith Grabiner ; Bruce Pourciau
- 1997 : Robert G. Bartle ; Alan Beardon ; John Brillhart & Patrick Morton
- 1996 : Martin Aigner ; Sheldon Axler ; John Oprea
- 1995 : Fernando Q. Gouvêa ; Robert Gray ; Jonathan L. King ; Israel Kleiner  & N. Movshovitz-Hadar ; William C. Waterhouse
- 1994 : Bruce C. Berndt & S. Bhargava ; Edgar Lorch ; Reuben Hersh ; Leonard Gillman (en) ; Joseph H. Silverman ; Dan Velleman & Istvan Szalkai
- 1993 : Carsten Thomassen ; Donald Knuth
- 1992 : Clement W. H. Lam
- 1991 : Marcel Berger ; Ronald Graham & Frances Yao[3] ; Joyce Justicz, Ed Scheinerman & Peter Winkler
- 1990 : Jacob E. Goodman, János Pach & Chee K. Yap ; Doron Zeilberger
- 1989 : Gert Almkvist & Bruce C. Berndt ; Richard K. Guy
- 1988 : James Epperson ; Stan Wagon
- 1987 : Stuart S. Antman (de) ; Joan Cleary, Sidney Morris & David Yost ; Howard Hiller ; Jacob Korevaar[4] ; Peter M. Neumann
- 1986 : Jeffrey Lagarias ; Michael E. Taylor (de)
- 1985 : John D. Dixon ; Donald Gene Saari & John B. Urenko
- 1984 : Judith Grabiner ; Roger Evans Howe ; John Milnor ; Joel Spencer ; William C. Waterhouse
- 1983 : Robert F. Brown ; Tony Rothman ; Robert Strichartz
- 1982 : Philip J. Davis ; Arthur Knoebel (de)[4]
- 1981 : Robert Creighton Buck ; Bruce H. Pourciau ; Alan H. Schoenfeld ; Edward R. Swart ; Lawrence Zalcman
- 1980 : Desmond Fearnley-Sander ; David Gale ; Karel Hrbacek (de) ; Cathleen S. Morawetz ; Robert Osserman
- 1979 : Bradley Efron ; Ned Glick ; Kenneth I. Gross ; Joseph Kruskal & Lawrence Shepp (en)
- 1978 : Ralph P. Boas ; Louis Kauffman & Thomas Banchoff ; Neil Sloane[4]
- 1977 : Shreeram Shankar Abhyankar[4] ; Joseph Keller ; Donald S. Passman (en) ; Douglas Wiens, Hideo Wada, Daihachiro Sato (en) & James P. Jones ; William P. Ziemer, William H. Wheeler, S.H. Moolgavkar, Paul Halmos, John H. Ewing & William H. Gustafson
- 1976 : Michel Balinski & H.P. Young ; Edward A. Bender & J. R. Goldman ; Branko Grünbaum ; James E. Humphreys ; Joseph Keller & David W. McLaughlin ; Justin J. Price
- 1975 : Raymond Ayoub ; J. Callahan ; Donald Knuth ; Johannes Nitsche (de) ; Sherman K. Stein (en) ; Lawrence Zalcman[4]
- 1974 : Patrick Billingsley (en) ; Garrett Birkhoff ; Martin Davis ; Isaac Jacob Schoenberg ; Lynn A. Steen ; Robin Wilson
- 1973 : Jean Dieudonné ; Samuel Karlin ; Peter Lax[4] ; Thomas L. Saaty ; Lynn Steen ; Raymond Louis Wilder
- 1972 : Gulbank D. Chakerian & Lester H. Lange ; Paul Cohn ; Frederick Cunningham, Jr. ; William John Ellison ; Leon Henkin (en) ; Victor Klee
- 1971 : Jean Dieudonné ; George Forsythe ; Paul Halmos ; Eric Langford ; Peter V. O'Neil ; Olga Taussky-Todd
- 1970 : Henry L. Alder ; Ralph P. Boas ; William A. Coppel ; Norman Levinson[4] ; John Milnor ; Ivan Niven
- 1969 : Harley Flanders (en) ; George Forsythe ; Marcel F. Neuts ; Pierre Samuel ; Hassler Whitney ; Albert Wilansky (en)
- 1968 : Frederick Cunningham, Jr. ; W. F. Newns ; Daniel Pedoe ; Keith L. Phillips ; Frederick V. Waugh (en) & Margaret Maxfield ; Hans Zassenhaus
- 1967 : Wai-Kai Chen ; D. R. Fulkerson ; Mark Kac[4] ; M. Zuhair Nashed ; Paul B. Yale
- 1966 : Carl B. Allendoerfer ; Peter Lax ; Marvin Marcus & Henryk Minc
- 1965 : R. H. Bing ; Louis Brand ; Robert G. Kuller ; R. Duncan Luce ; Hartley Rogers Jr. ; Elmer Tolsted.